# Mahalalel
Volgens de Hebreeuwse Bijbel was Mahalalel de zoon van Kenan en een voorvader van Noach. Mahalalel was 65 jaar toen zijn eerste zoon Jered geboren werd en hij stierf op een leeftijd van 895 jaar.